# Plauerhäger Straße 1

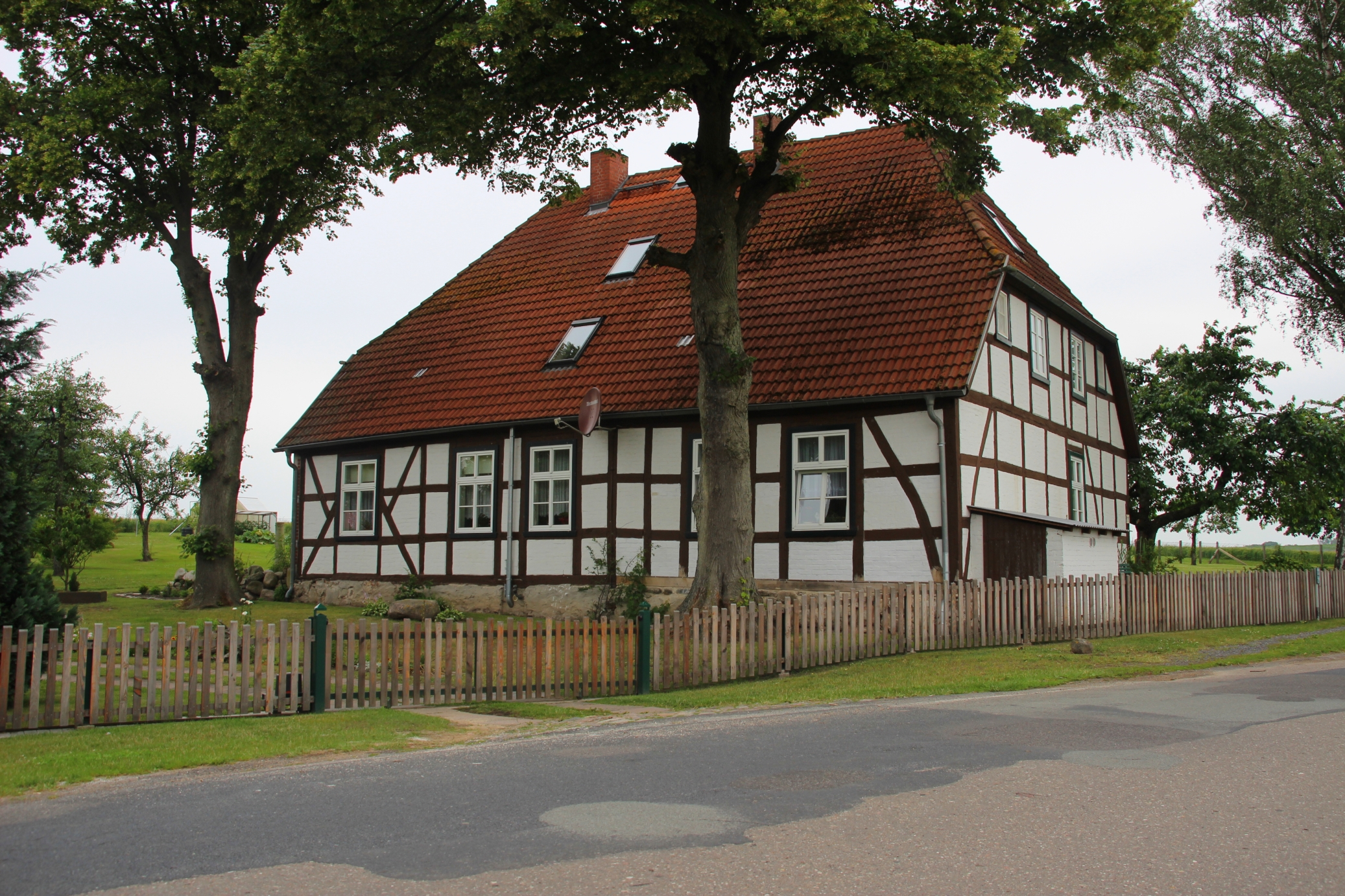
Fachwerkhaus Plauerhäger Straße 1 in Barkow (2012)

Das Gebäude Plauerhäger Straße 1 in Barkow, einem Gemeindeteil von Barkhagen im Landkreis Ludwigslust-Parchim in Mecklenburg-Vorpommern, wurde im 19. Jahrhundert errichtet. Das Wohnhaus, nordöstlich des Ortskerns an der Kreisstraße 129, ist ein geschütztes Baudenkmal.
Das eingeschossige Fachwerkhaus, das auf einem Natursteinsockel steht, wird von einem langgezogenen Walmdach mit Ziegeln abgeschlossen.
Das vor 2012 umfassend renovierte Wohnhaus hat keine Zierelemente an der Fassade. 